# Bill Drescher
William Clayton "Bill" Drescher, även kallad Dutch, född den 23 maj 1921 i Congers i delstaten New York, död den 15 maj 1968 i Haverstraw i delstaten New York, var en amerikansk professionell basebollspelare som spelade tre säsonger i Major League Baseball (MLB) 1944–1946. Drescher var catcher.
Drescher inledde sin proffskarriär i New York Yankees farmarklubbssystem 1942 och fick göra sin MLB-debut för Yankees den 19 april 1944. Han deltog dock bara i fyra matcher för Yankees den säsongen, men året efter var han med i 48 matcher. 1946 spelade han bara fem matcher för Yankees. Totalt spelade Drescher 57 matcher i MLB med ett slaggenomsnitt på 0,266, inga homeruns och 16 RBI:s (inslagna poäng).
Sin sista match som proffs gjorde Drescher 1954.

### Webbkällor
- ”Bill Drescher Stats, Fantasy & News” (på engelska). Major League Baseball. http://m.mlb.com/player/113556. Läst 22 maj 2018.
- ”Bill Drescher Stats” (på engelska). Baseball-Reference.com. https://www.baseball-reference.com/players/d/drescbi01.shtml. Läst 22 maj 2018.
- ”Bill Drescher Minor Leagues Statistics & History” (på engelska). Baseball-Reference.com. https://www.baseball-reference.com/register/player.fcgi?id=dresch001wil. Läst 22 maj 2018.